# Вильфранш-сюр-Мер (кантон)
Вильфра́нш-сюр-Мер (фр. Villefranche-sur-Mer) — упразднённый кантон во Франции, в регионе Прованс — Альпы — Лазурный Берег, департамент Приморские Альпы. Входил в состав округа Ницца. Код INSEE кантона — 0630.
До марта 2015 года в состав кантона Вильфранш-сюр-Мер входило 6 коммун, административный центр располагался в коммуне Вильфранш-сюр-Мер.

## Состав кантона
| Коммуна           | Население, чел. (1999) | Почтовый индекс | Код INSEE |
| ----------------- | ---------------------- | --------------- | --------- |
| Больё-сюр-Мер     | 3675                   | 06310           | 06011     |
| Вильфранш-сюр-Мер | 6833                   | 06230           | 06159     |
| Кап-д’Ай          | 2221                   | 06320           | 06032     |
| Ла-Тюрби          | 3021                   | 06320           | 06150     |
| Сен-Жан-Кап-Ферра | 1895                   | 06230           | 06121     |
| Эз                | 2509                   | 06360           | 06059     |

## Население
Население кантона на 2007 год составляло 23 576 человек.
| 1962 | 1968 | 1975 | 1982 | 1990 | 1999   | 2006 | 2007   | 2008 |
| ---- | ---- | ---- | ---- | ---- | ------ | ---- | ------ | ---- |
| —    | —    | —    | —    | —    | 22 465 | —    | 23 576 | —    |

По закону от 17 мая 2013 и декрету от 24 февраля 2014 года количество кантонов в департаменте Приморские Альпы уменьшилось с 52-х до 27-ми. Новое территориальное деление департаментов на кантоны вступило в силу во время выборов 2015 года. После реформы кантон был упразднён. Коммуны переданы с состав кантона Босолей (округ Ницца).